# روزماري غيليسبي
روزماري غيليسبي (بالإنجليزية: Rosemary Gillespie)‏ هي ناشطة حقوق الإنسان ومحامية أسترالية، ولدت في 4 فبراير 1941، وتوفيت في 21 يونيو 2010 في ملبورن في أستراليا.